# Loi de Kirchhoff-Clausius
La loi de Kirchhoff-Clausius (ou loi de Clausius) définit la relation entre la luminance énergétique (radiance) d'un corps noir et le milieu qu'elle traverse. Elle établit que la luminance énergétique (puissance totale rayonnée par unité de surface et par unité d'angle solide, exprimée en watts par mètre carré par stéradian) est directement proportionnelle au carré de l'indice de réfraction du milieu (Kirchhoff) et donc inversement proportionnelle au carré de la vitesse de propagation du rayonnement dans le milieu (Clausius) :
{\displaystyle L=n^{2}L^{0}}
où :
{\displaystyle L} est la luminance énergétique,
{\displaystyle n\,} l'indice de réfraction du milieu traversé par le rayonnement du corps noir,
{\displaystyle L^{0}} la luminance énergétique dans le vide.
Cette loi est une découverte théorique basée sur l'optique géométrique,. Son nom rend hommage à Gustav Kirchhoff et Rudolf Clausius, qui publièrent leur découverte en 1862 et 1863,. C'est l'une des quatre lois classiques sur lesquelles repose la loi de Planck, à savoir, dans l'ordre de leur découverte :
- la loi du rayonnement de Kirchhoff,
- la loi de Kirchhoff-Clausius,
- la loi de Stefan-Boltzmann,
- la loi du déplacement de Wien.

## Histoire
En 1849, Foucault a remarqué que des raies brillantes apparaissent là où se trouve la double raie D de Fraunhofer du spectre solaire et que cette raie sombre D est produite ou rendue plus intense par contraste lorsque les rayons du soleil, ou ceux provenant d'un des pôles de carbone incandescent, traversent l'arc lumineux. Gustav Kirchhoff a découvert la loi du rayonnement thermique en 1859 alors qu'il collaborait avec Robert Bunsen à l'Université de Heidelberg, où ils ont développé le spectroscope moderne. Il le prouva en 1861 puis, en 1862, définissait le corps noir parfait. La même année, ayant remarqué, comme Foucault, que le spectre de la lumière solaire était amplifié dans la flamme du bec Bunsen,, il trouva une explication théorique en optique géométrique avec une formule qui donnait le coefficient d'amplification au carré de l'indice de réfraction ({\displaystyle L=n^{2}L^{0}}) pour une nouvelle loi, qui deviendra la loi de Kirchhoff-Clausius.
En 1863, Rudolf Clausius revisite l’étude de Kirchhoff dans l’esprit de la deuxième loi de la thermodynamique. Pour cela, il considère deux corps noirs parfaits (a et c) côte à côte et à la même température, immergés dans deux milieux adjacents différents, comme l'eau et l'air par exemple, et rayonnant l'un vers l'autre à des vitesses différentes. Ainsi, pour respecter la deuxième loi, le rayonnement thermique mutuel entre ces deux corps noirs doit être égal, et il obtient une forme différente de la formule :
{\displaystyle L_{a}\,v_{a}^{2}=L_{c}\,v_{c}^{2}}
( {\displaystyle L_{a}} et {\displaystyle L_{c}}= Luminance énergétique, {\displaystyle v_{a}} et {\displaystyle v_{c}} = vitesse du rayonnement, dans chaque milieu ).
On peut aussi écrire {\displaystyle L_{a}\div L_{c}=v_{c}^{2}\div v_{a}^{2}} et {\displaystyle L_{a}\div L_{c}=n_{a}^{2}\div n_{c}^{2}}.
Comme l'a écrit Clausius, Kirchhoff n'utilisa qu'un corps noir dans le vide avec indice de réfraction 1 et rayonnant dans un autre milieu. Donc en simplifiant ici on retrouve la forme de Kirchhoff :
{\displaystyle L_{c}=n_{c}^{2}\,L_{a}}
Marian Smoluchowski de Smolan l'étudia et la valida expérimentalement en 1896 lors de son séjour à Paris,, en comparant l'émission de cuivre chaud et noirci dans le dioxyde de carbone et l'hydrogène.
Cette loi devint un point crucial dans la démonstration par Planck de la loi du rayonnement du corps noir en 1901. Avec la loi de Kirchhoff-Clausius, il a démontré que la densité d'énergie émise par un corps noir est la même dans tous les milieux et est une fonction universelle de sa température et de sa fréquence. Si vous remplacez {\displaystyle L} par la densité énergétique {\displaystyle U}, la loi de Kirchhoff-Clausius deviens {\displaystyle U_{c}=n_{c}^{3}\,U_{a}}. Alors, comme {\displaystyle n_{c}=\lambda _{a}/\lambda _{c}} ( {\displaystyle \lambda } pour longueur d'onde), on obtient {\displaystyle \lambda _{c}^{3}U_{c}=\lambda _{a}^{3}U_{a}}. Ainsi, l’énergie d’un rayonnement à l’équilibre localisé dans un cube dont l’arête est égale à la longueur d’onde {\displaystyle \lambda } est la même dans n’importe quel milieu.De plus, comme elle a également conduit à la relation de Planck-Einstein, elle est devenue indirectement un point clé dans la démonstration de l'effet photoélectrique par Albert Einstein en 1905.
La loi sera de nouveau démontrée par Wolfgang Pauli, puis par D. Sivoukhine sous la supervision de V. Ginzburg.
Ultérieurement, un lien sera établi avec l'électromagnétisme.

## Démonstration
On commence par les définitions suivantes :
On nomme la fréquence {\displaystyle \nu }, la longueur d'onde {\displaystyle \lambda } et la vitesse de la lumière c.
La luminance énergétique {\displaystyle L} d'un rayonnement isotrope à l'équilibre thermique dont on donne la décomposition spectrale par l'intégrale suivante :
{\displaystyle L=\int _{0}^{\infty }L_{\nu }\,d\nu }
Il s'agit maintenant de calculer la luminance énergétique à l'équilibre thermique dans un milieu transparent homogène et isotrope d'indice de réfraction {\displaystyle n}. Ce rayonnement d'équilibre s'établit dans une cavité fermée entièrement occupée par le milieu considéré et dont les parois sont à température constante. Le même rayonnement existera dans le milieu qui n'occupe qu'une partie de la cavité. Considérons une cavité avec un milieu donné pour une partie et le vide pour le reste.

Figure 1.
On considère que l'échange d'énergie entre le milieu et le vide résultera uniquement des réflexions et des réfractions du rayonnement sur la surface de séparation. Cet échange d'énergie applique le principe du bilan détaillé, et cet échange ne peut pas modifier l'état d'équilibre entre le rayonnement dans le milieu et le vide. À partir de là, on peut établir une relation entre la luminance énergétique du rayonnement {\displaystyle L^{0}}  dans le vide et la même quantité {\displaystyle L} dans le milieu.
Pour vérifier le principe du bilan détaillé, il suffit de considérer seulement une partie du rayonnement total, comme les fréquences comprises entre {\displaystyle \nu } et {\displaystyle \nu +d\nu }. Le flux par unité de temps provenant du vide, tombant sur l'unité de surface de la surface de séparation, et contenu dans le cône d'angle solide {\displaystyle d\Omega _{0}} où {\displaystyle \varphi _{0}}est l'angle d'incidence (Figure 1), est :
{\displaystyle \Phi _{1}=L_{\nu }^{0}d\Omega _{0}d\nu \cos(\varphi _{0})}
Selon le principe du bilan détaillé, un flux d’énergie égal doit se propager dans la direction opposée. Cela se compose de deux flux : le premier flux résulte de la réflexion du flux {\displaystyle \Phi _{2}} et a la valeur :
{\displaystyle (1-A_{\nu })L_{\nu }^{0}d\Omega _{0}d\nu \cos(\varphi _{0})}
Le deuxième résulte de la réfraction du flux {\displaystyle \Phi _{3}} du milieu ({\displaystyle A_{\nu }} étant le coefficient de puissance d'absorption pour la fréquence {\displaystyle \nu }). Selon les coefficients de Fresnel, les coefficients de réflexion sur la surface de séparation des rayons se propageant en sens opposé sont égaux ; le deuxième flux est donc égal à :
{\displaystyle A_{\nu }L_{\nu }d\Omega d\nu \cos(\varphi _{0})}
{\displaystyle \varphi } étant l'angle de réfraction et {\displaystyle d\Omega } l'angle solide dans le milieu, qui, après réfraction, devient égal à {\displaystyle d\Omega _{0}}.
Après division par {\displaystyle d\nu }, on écrit la condition du bilan détaillé comme suit :
{\displaystyle (1-A_{\nu })L_{\nu }^{0}\cos(\varphi _{0})d\Omega _{0}+A_{\nu }L_{\nu }\cos(\varphi )d\Omega =L_{\nu }^{0}\cos(\varphi _{0})d\Omega _{0}}
Cela donne :
{\displaystyle L_{\nu }\cos(\varphi )d\Omega =L_{\nu }^{0}\cos(\varphi _{0})d\Omega _{0}}
Prenons pour {\displaystyle d\Omega _{0}} l'angle solide (non représenté sur la figure 1) délimité par les cônes dont les génératrices font les angles avec la normale à la surface de séparation {\displaystyle \varphi _{0}} et {\displaystyle \varphi _{0}+d\varphi _{0}}; il en résulte :
{\displaystyle d\Omega _{0}=2\pi \sin(\varphi _{0})d\varphi _{0}}
De même :
{\displaystyle d\Omega =2\pi \sin(\varphi )d\varphi }
L'égalité (2) s'écrit désormais:
{\displaystyle L_{\nu }\cos(\varphi )\sin(\varphi )d\varphi =L_{\nu }^{0}\nu \cos(\varphi _{0})\sin(\varphi _{0})d\varphi _{0}}
Selon la loi de réfraction, {\displaystyle \sin(\varphi _{0})=n\sin(\varphi )}, et par la suite:
{\displaystyle \cos(\varphi _{0})d\varphi _{0}=n\cos(\varphi )d\varphi }
Donc :
{\displaystyle L_{\nu }\sin(\varphi )=nL_{\nu }^{0}\sin(\varphi _{0})}
Ainsi, par la même loi de réfraction:
{\displaystyle L_{\nu }=n^{2}L_{\nu }^{0}}
Kirchhoff a trouvé cette solution en 1862, et Clausius, qui la connaissait, l'a trouvée en 1863 par une autre voie et sous une autre forme :
{\displaystyle L_{\nu }c_{n}^{2}=L_{\nu }^{0}c^{2}}
C'est ce qu'on appelle la loi de Kirchhoff-Clausius.

Comme {\displaystyle c=\lambda \nu } et {\displaystyle \nu } est invariant avec le milieu, on peut aussi écrire :
{\displaystyle L_{\nu }(\lambda _{\nu })^{2}=L_{\nu }^{0}(\lambda _{\nu }^{0})^{2}}
Cela signifie que dans un rayonnement à l'équilibre, les flux d'énergie traversant une zone rectangulaire de côté égal à la longueur d'onde {\displaystyle \lambda } (dans le milieu) sont les mêmes pour tous les milieux. Ceci est valable aussi bien pour le flux total que pour ses composantes monochromatiques.

## Applications notables
En photométrie on utilise la loi dans la mesure de l'intensité lumineuse des corps célestes.
On l'applique aussi pour l'étude physique des ondes radio émises par le soleil.
On l'utilise pour l'étude des spectres de densité d'énergie du rayonnement à l'équilibre dans le cas d'un système inhomogène le plus simple constitué de deux milieux uniformes.
On l'utilise dans le calcul de l'intensité d'un rayonnement ultraviolet pour la désinfection de l'eau par photo-oxydation en rapport à sa fluence et son indice de réfraction.
Dans la théorie de la vitesse de la lumière variable en cosmologie la loi est utilisée pour montrer que les lois du rayonnement du corps noir restent valides.

## References
1. 1 2  (en) Wolfgang Pauli (trad. de l'allemand par S. Margulies, H. R. Lewis), Pauli Lectures on Physics: Volume 2. Optics and the Theory of Electrons, Cambridge, Massachusetts, and London, England., Charles P. Henz . The MIT Press, 1973 (ISBN 0262160471, lire en ligne), chap. 1 (« Geometrical Optics »), p. 1-27
2. 1 2  D. V. Sivoukhine et V. Ginsburg (Validation) (trad. du russe par Sergueï Medvédev), Sivoukhine Cours De Physique Générale - Tome 04 - Optique 2 Ème Partie, Moscou, Éditions Mir, 1984, 358 p. (présentation en ligne, lire en ligne), p. 296-299
3. ↑  (de) Gustav Kirchhoff et Ludwig Boltzmann, « KIRCHHOFF, GESAMMELT ABHANDLUNGEN », Johann Ambrosius BARTH., LEIPZIG,‎ 1882, p. 571 (lire en ligne)
4. ↑  (en) Rudolf Clausius, « The Mechanical Theory of Heat, with its Applications to the Steam-Engine and to the Physical Properties of Bodies », Google Books from T. ARCHER HIRST, F.R.S., 1867. P,‎ 1867, p. 290 (lire en ligne)
5. ↑  Rudolf Clausius, « Mémoire VIII », dans Théorie mécanique de la chaleur, Paris, Eugène Lacroix, 1868, 441 p. (lire en ligne), p. 336-376
6. ↑  (en) Malcolm S. Longair, « The Cosmic Century: A History of Astrophysics and Cosmology », 2006, p. 6
7. ↑  Kirchhoff et Bunsen, « Chemical Analysis by Spectrum-observations. », London, Edinburgh and Dublin Philosophical Magazine and Journal of Science,‎ 1860, p. 108 (lire en ligne)
8. ↑  Christophe Genin, « Kirchhoff et Bunsen fondent l’analyse spectrale », sur OpenEdition Journals, 217 (DOI https://doi.org/10.4000/bibnum.746)
9. ↑  Andrzej A. Teske, « SMOLUCHOWSKI, MARIAN », sur Encyclopedia.com
10. ↑  Marian Smoluchowski de Smolan, « Recherches sur une loi de Clausius au point de vue d'une théorie générale de la radiation », J. Phys. Theor. Appl., vol. 5, no 1,‎ 1896, p. 488-499 (lire en ligne [archive] )
11. ↑  D. SIVOUKHINE, « COURS DE PHYSIQUE GENERALE Tome IV OPTIQUE Deuxième partie Chapitre X $ 114. Formule de Kirchhoff-Clausius », Editions MIR,‎ 1984, p. 298 (lire en ligne)
12. ↑  (en) Guillaume Bal, « Radiative transfer equations with varying refractive index: a mathematical perspective », Journal of the Optical Society of America, vol. 232, no 7,‎ 2006, p. 1639-1644 (lire en ligne [PDF]).
13. ↑  (en) E Schoenberg, « Theoretical photometry », NASA Technical Documents,‎ 1967 (lire en ligne)
14. ↑  (en) A.P. Molchanov, Physics of the solar system, volume 3, Jerusalem, NASA, 1966, 403 p. (lire en ligne), p. 182-228
15. ↑  (en) A. G Zagorodnii, A. S. Usenko et I . P. Yakimenko, « Thermal radiation energy density in inhomogeneous transparent media », Jetp 77, vol. 3, no 3,‎ 1993, p. 361 (Bibcode 1993JETP...77..361Z, lire en ligne)
16. ↑  (en) Roman Ilinsky et Andrey Ulyanov, « Fluence Rate in UV Photoreactor for Disinfection of Water: Isotropically Radiating Cylinder », International Journal of Chemical Engineering,‎ 2014, p. 1–13 (DOI 10.1155/2014/310720 )
17. ↑  (en) John D. Barrow et João Magueijo, « Redshifting of cosmological black bodies in Bekenstein-Sandvik-Barrow-Magueijo varying-alpha theories », Phys. Rev. D90 (2014) 123506, vol. 90, no 12,‎ 2014, p. 6 (DOI 10.1103/PhysRevD.90.123506, Bibcode 2014PhRvD..90l3506B, arXiv 1406.1053, S2CID 53700017, lire en ligne)